# Траян Мартиноски
Траян Мартиноски (на македонска литературна норма: Трајан Мартиноски) е поет и есеист от Република Македония.

## Биография
Роден е през 1932 година в стружкото село Нерези, тогава в Кралство Югославия. Завършва средно образование в Струга и Филологическия факултет на Скопския университет. Член е на Дружеството на писателите на Македония от 1989 година.
Умира в 1999 година в Охрид.